# Wickenburg
Wickenburg és una població dels Estats Units a l'estat d'Arizona. Segons el cens del 2007 tenia 6.593 habitants.

## Demografia
Segons el cens del 2000, Wickenburg tenia 5.082 habitants, 2.341 habitatges, i 1.432 famílies La densitat de població era de 170,5 habitants/km².
Per edats la població es repartia de la següent manera: un 19,9% tenia menys de 18 anys, un 6,2% entre 18 i 24, un 20,4% entre 25 i 44, un 24,8% de 45 a 60 i un 28,7% 65 anys o més.
L'edat mediana era de 48 anys. Per cada 100 dones de 18 o més anys hi havia 84,9 homes.
La renda mediana per habitatge era de 31.716 $ i la renda mediana per família de 40.051 $. Els homes tenien una renda mediana de 34.219 $ mentre que les dones 25.417 $. La renda per capita de la població era de 19.772 $. Aproximadament el 6,9% de les famílies i l'11,4% de la població estaven per davall del llindar de pobresa.

## Poblacions més properes
El següent diagrama mostra les poblacions més properes.